# Distichodus fasciolatus
Distichodus fasciolatus és una espècie de peix de la família dels citarínids i de l'ordre dels caraciformes.

## Morfologia
- Els mascles poden assolir 60 cm de longitud total.[4][5]

## Alimentació
Menja plantes.

## Hàbitat
És un peix d'aigua dolça i de clima tropical (23 °C-27 °C).

## Distribució geogràfica
Es troba a Àfrica: conca del riu Congo i llac Tanganyika.